# Togo op het wereldkampioenschap voetbal 2006
Togo was een van de deelnemers aan het wereldkampioenschap voetbal van 2006. Nog nooit eerder had Togo zich weten te plaatsen voor het eindtoernooi.

## Kwalificatie
Als lid van de CAF diende Togo zich te kwalificeren via een van de vijf groepen waarvan de groepswinnaars zich uiteindelijk voor het WK zouden plaatsen. Wel moest eerst nog toegang tot de groepsronde behaald worden door middel van een kwalificatieduel tegen Equatoriaal-Guinea. In de eerste wedstrijd verloor Togo nipt met 1-0, maar dit werd hersteld met een 2-0-overwinning thuis.
Togo werd vervolgens ingedeeld in groep 1 met Senegal, Zambia, Congo-Brazzaville, Mali en Liberia. Togo verloor de eerste wedstrijd tegen Zambia nog wel, maar het zou ook de enige nederlaag in het kwalificatietoernooi blijven. In de tweede speelronde werd meteen favoriet Senegal met 3-1 verslagen. Alleen Liberia (0-0) en Senegal (2-2) wisten Togo van de winst af te houden, maar verder werden alle wedstrijden gewonnen. Daarmee eindigde Togo bovenaan in de groep met een voorsprong van 2 punten op achtervolger en favoriet Senegal, waardoor Togo voor het eerst in haar geschiedenis deel zal nemen aan het eindtoernooi.

### Wedstrijden

#### Eerste ronde
| 11 oktober, 2003  | Equatoriaal-Guinea | 1 – 0 | Togo               |
| 16 november, 2003 | Togo               | 2 – 0 | Equatoriaal-Guinea |

Togo mocht naar de volgende ronde, de poule-fase.

#### Groep 1
| 6 juni, 2004      | Zambia            | 1 – 0 | Togo              |
| 20 juni, 2004     | Togo              | 3 – 1 | Senegal           |
| 4 juli, 2004      | Liberia           | 0 – 0 | Togo              |
| 5 september, 2004 | Togo              | 2 – 0 | Congo-Brazzaville |
| 10 oktober, 2004  | Togo              | 1 – 0 | Mali              |
| 27 maart, 2005    | Mali              | 1 – 2 | Togo              |
| 5 juni, 2005      | Togo              | 4 – 1 | Zambia            |
| 18 juni, 2005     | Senegal           | 2 – 2 | Togo              |
| 4 september, 2005 | Togo              | 3 – 0 | Liberia           |
| 8 oktober, 2005   | Congo-Brazzaville | 2 – 3 | Togo              |

### Klassement
| Land              | Wed | Win | Gel | Ver | DV | DT | +/- | Pnt |
| ----------------- | --- | --- | --- | --- | -- | -- | --- | --- |
| Togo              | 10  | 7   | 2   | 1   | 20 | 8  | 12  | 23  |
| Senegal           | 10  | 6   | 3   | 1   | 21 | 8  | 13  | 21  |
| Zambia            | 10  | 6   | 1   | 3   | 16 | 10 | 6   | 19  |
| Congo-Brazzaville | 10  | 3   | 1   | 6   | 10 | 14 | -4  | 10  |
| Mali              | 10  | 2   | 2   | 6   | 11 | 14 | -3  | 8   |
| Liberia           | 10  | 1   | 1   | 8   | 3  | 27 | -24 | 4   |

## Wedstrijden op het Wereldkampioenschap
Op het eindtoernooi is Togo ingedeeld in Groep G, samen met Frankrijk, Zwitserland en het Zuid-Korea van Dick Advocaat. Nog voordat het toernooi voor Togo begon stapte bondscoach Otto Pfister samen met zijn assistent Piet Hamberg op. Enkele dagen later werd Pfister echter opnieuw bondscoach.

## Groep G
Togo had zich verrassend geplaatst voor het WK ten koste van Senegal, maar er was grote onrust binnen het team, de extra premies voor deelname aan het toernooi werden niet uitbetaald aan de spelers en ze gingen in staking. Daarop nam de pas aangestelde bondscoach Otto Pfister en zijn assistent Piet Hamberg ontslag, slechts vier dagen voor de eerste wedstrijd. Op het laatste moment besloot Pfister terug te komen en hij zat op de bank tegen Zuid-Korea, waarin Togo in eerste instantie een 1-0
voorsprong nam door een doelpunt van Mohamed Kader. In de 54e minuut werd Jean-Paul Abalo Yaovi uit het veld gestuurd na een tweede gele kaart, uit de daaropvolgende vrije trap scoorde Lee Chun-soo en Togo verloor uiteindelijk met 2-1. Het gesteggel om de premies bleef doorgaan, spelers weigerde in het vliegtuig te stappen op weg naar de tweede wedstrijd tegen Zwitserland, na een 2-0 nederlaag was Togo uitgeschakeld.
Zinedine Zidane, met de Braziliaan Ronaldo de grootste speler van zijn generatie kondigde aan te stoppen met voetbal, het WK-voetbal werd zijn laatste kunstje. Dat toernooi dreigde voor Zidane een blamage te worden, tegen Zwitserland (0-0) en Zuid-Korea (1-1) kon hij zijn stempel niet drukken. Tegen Zuid-Korea werd hij zelfs gewisseld, uit frustratie liet hij trapte hij tegen een deur aan. In beide wedstrijden liep hij tegen een gele kaart aan en hij was geschorst voor de beslissende wedstrijd tegen Togo. Er dreigde een roemloos einde voor de mooie carrière van Zidane, maar een 2-0 zege op Togo was precies genoeg de loopbaan van Zidane te rekken.
Na het eclatante succes van Zuid-Korea, waar het land onder leiding van Guus Hiddink de vierde plaats veroverde versleet de ploeg drie bondscoaches en waren de resultaten matig. Onder leiding van een nieuwe Nederlander, Dick Advocaat hoopte de ploeg weer te kunnen stunten. Na de 2-1 zege op Togo sleepte Zuid-Korea wat gelukkig een gelijkspel uit het vuur tegen Frankrijk, Ji-Sung Park scoorde vlak voor tijd.   De laatste groepswedstrijd tegen Zwitserland moest gewonnen worden om de achtste finales te bereiken, de ploeg verloor met 2-0 en was uitgeschakeld, Advocaat nam afscheid als bondscoach en ging aan de slag bij Zenith Sint-Petersburg. Het degelijke Zwitserland werd groepswinnaar zonder het incasseren van tegendoelpunten.
| Land        | Wed | Win | Gel | Ver | DV | DT | +/− | Pnt |
| ----------- | --- | --- | --- | --- | -- | -- | --- | --- |
| Zwitserland | 3   | 2   | 1   | 0   | 4  | 0  | 4   | 7   |
| Frankrijk   | 3   | 1   | 2   | 0   | 3  | 1  | 2   | 5   |
| Zuid-Korea  | 3   | 1   | 1   | 1   | 3  | 4  | −1  | 4   |
| Togo        | 3   | 0   | 0   | 3   | 1  | 6  | −5  | 0   |

|                                               |                                    |       |           |                                                                               |
| 13 juni 2006 «onderlinge duels» 15:00 (UTC+2) | Zuid-Korea                         | 2 – 1 | Togo      | Commerzbank-Arena, Frankfurt Toeschouwers: 48.000 Scheidsrechter: Graham Poll |
| 13 juni 2006 «onderlinge duels» 15:00 (UTC+2) | Lee Chun-soo 54' Ahn Jung-hwan 72' |       | 31' Kader | Commerzbank-Arena, Frankfurt Toeschouwers: 48.000 Scheidsrechter: Graham Poll |

|                                               |           |       |             |                                                                                     |
| 13 juni 2006 «onderlinge duels» 18:00 (UTC+2) | Frankrijk | 0 – 0 | Zwitserland | Mercedes-Benz Arena, Stuttgart Toeschouwers: 52.000 Scheidsrechter: Valentin Ivanov |
| 13 juni 2006 «onderlinge duels» 18:00 (UTC+2) |           |       |             | Mercedes-Benz Arena, Stuttgart Toeschouwers: 52.000 Scheidsrechter: Valentin Ivanov |

|                                               |           |       |                  |                                                                               |
| 18 juni 2006 «onderlinge duels» 21:00 (UTC+2) | Frankrijk | 1 – 1 | Zuid-Korea       | Zentralstadion, Leipzig Toeschouwers: 43.000 Scheidsrechter: Benito Archundia |
| 18 juni 2006 «onderlinge duels» 21:00 (UTC+2) | Henry 9'  |       | 81' Park Ji-sung | Zentralstadion, Leipzig Toeschouwers: 43.000 Scheidsrechter: Benito Archundia |

|                                               |      |                       |             |                                                                                  |
| 19 juni 2006 «onderlinge duels» 15:00 (UTC+2) | Togo | 0 – 2                 | Zwitserland | Signal Iduna Park, Dortmund Toeschouwers: 65.000 Scheidsrechter: Carlos Amarilla |
| 19 juni 2006 «onderlinge duels» 15:00 (UTC+2) |      | 16' Frei 88' Barnetta |             | Signal Iduna Park, Dortmund Toeschouwers: 65.000 Scheidsrechter: Carlos Amarilla |

|                                               |      |                      |           |                                                                                  |
| 23 juni 2006 «onderlinge duels» 21:00 (UTC+2) | Togo | 0 – 2                | Frankrijk | RheinEnergieStadion, Keulen Toeschouwers: 45.000 Scheidsrechter: Jorge Larrionda |
| 23 juni 2006 «onderlinge duels» 21:00 (UTC+2) |      | 55' Vieira 61' Henry |           | RheinEnergieStadion, Keulen Toeschouwers: 45.000 Scheidsrechter: Jorge Larrionda |

|                                               |                       |       |            |                                                                           |
| 23 juni 2006 «onderlinge duels» 21:00 (UTC+2) | Zwitserland           | 2 – 0 | Zuid-Korea | AWD-Arena, Hannover Toeschouwers: 43.000 Scheidsrechter: Horacio Elizondo |
| 23 juni 2006 «onderlinge duels» 21:00 (UTC+2) | Senderos 23' Frei 77' |       |            | AWD-Arena, Hannover Toeschouwers: 43.000 Scheidsrechter: Horacio Elizondo |

## Wedstrijden gedetailleerd
WK voetbal 2006 (Groep G) Zuid-Korea - Togo
WK voetbal 2006 (Groep G) Togo - Zwitserland
WK voetbal 2006 (Groep G) Togo - Frankrijk
1. ↑  https://www.standaard.be/cnt/dmf30052006_101
2. ↑  https://www.nieuwsblad.be/cnt/grdth85u
3. ↑  https://www.nieuwsblad.be/cnt/dmf13062006_072
4. ↑  https://www.nrc.nl/nieuws/2006/06/19/spelers-togo-missen-vliegtuig-om-premies-11147260-a709687
5. ↑  https://www.nu.nl/sport/717979/zidane-stopt-na-wk-met-voetballen.html
6. ↑  https://www.ed.nl/overig/wk-schoenafdruk-zidane-in-stadiondeur-leipzig~ad452823/
7. ↑  https://www.standaard.be/cnt/b328306060623
8. ↑  https://www.vi.nl/nieuws/zidane-mag-niet-sterven-als-oude-held
9. ↑  https://www.dw.com/en/france-lay-world-cup-ghosts-to-rest-with-spot-in-final-16/a-2066084
10. ↑  https://www.vi.nl/nieuws/advocaats-zuidkorea-stunt-tegen-frankrijk
11. ↑  https://www.blikopnieuws.nl/2006/advocaat-aan-de-slag-bij-zenit-st-petersburg